# Porta Névia
Porta Névia (em latim: Porta Naevia) era uma das portas da Muralha Serviana de Roma que ficava no Aventino. Contudo, muito pouco se sabe sobre ela. 

## História
Demolida, ela ficava no chamado Piccolo Aventino, atrás das Termas de Caracala, a meio caminho seguindo pela muralha entre a Porta Capena e a Porta Raudusculana, provavelmente onde hoje está Largo Fioritto e entre as igrejas de Santa Balbina all'Aventino e San Saba, mas não existem restos arqueológicos que possam confirmar essa localização.
Sobre ela existe uma única citação em Lívio, uma em Júlio Obsequente, uma em Varrão, que sugere que seu nome é uma referência à sua posição ao lado ou no interior dos "Bosques Névios", e uma terceira nos "Catálogos das Regiões" nas quais Augusto havia subdividido a cidade, que informa que se podia chegar até a Porta Névia pelo Vico da Porta Névia (em latim: Vicus Portae Naeviae), que continuava a Porta Ardeatina da Muralha Aureliana.